# Bayern Rundfahrt 2008
La Bayern Rundfahrt 2008, ventesima edizione della corsa, si svolse dal 28 maggio al 1º giugno su un percorso di 772 km ripartiti in 5 tappe, con partenza a Freyung e arrivo a Erlangen. Fu vinta dal tedesco Christian Knees della Team Milram davanti allo svizzero Andreas Dietziker e all'olandese Niki Terpstra.

## Tappe
| Tappa  | Data      | Percorso                                        | km    | Vincitore di tappa | Leader cl. generale |
| ------ | --------- | ----------------------------------------------- | ----- | ------------------ | ------------------- |
| 1ª     | 28 maggio | Freyung > Sankt Englmar                         | 175,4 | Gerald Ciolek      | Gerald Ciolek       |
| 2ª     | 29 maggio | Straubing > Neusäß                              | 219,9 | Olaf Pollack       | Gerald Ciolek       |
| 3ª     | 30 maggio | Donauwörth > Würzburg                           | 189,5 | Gerald Ciolek      | Gerald Ciolek       |
| 4ª     | 31 maggio | Bad Neustadt > Bad Neustadt (cron. individuale) | 25,9  | Stefan Schumacher  | Christian Knees     |
| 5ª     | 1º giugno | Bad Neustadt > Erlangen                         | 161,2 | Heinrich Haussler  | Christian Knees     |
| Totale | Totale    | Totale                                          | 772   |                    |                     |

## Dettagli delle tappe

### 1ª tappa
- 28 maggio: Freyung > Sankt Englmar – 175,4 km

| Pos. | Corridore      | Squadra       | Tempo    |
| ---- | -------------- | ------------- | -------- |
| 1    | Gerald Ciolek  | High Road     | 4h33'38" |
| 2    | Fabian Wegmann | Gerolsteiner  | s.t.     |
| 3    | Karsten Kroon  | CSC-Saxo Bank | s.t.     |

| Pos. | Corridore      | Squadra       | Tempo    |
| ---- | -------------- | ------------- | -------- |
| 1    | Gerald Ciolek  | High Road     | 4h33'28" |
| 2    | Fabian Wegmann | Gerolsteiner  | a 4"     |
| 3    | Karsten Kroon  | CSC-Saxo Bank | a 6"     |

### 2ª tappa
- 29 maggio: Straubing > Neusäß – 219,9 km

| Pos. | Corridore      | Squadra   | Tempo    |
| ---- | -------------- | --------- | -------- |
| 1    | Olaf Pollack   | Volksbank | 5h07'37" |
| 2    | Gerald Ciolek  | High Road | s.t.     |
| 3    | Björn Schröder | Milram    | s.t.     |

| Pos. | Corridore      | Squadra       | Tempo    |
| ---- | -------------- | ------------- | -------- |
| 1    | Gerald Ciolek  | High Road     | 9h40'59" |
| 2    | Fabian Wegmann | Gerolsteiner  | a 7"     |
| 3    | Karsten Kroon  | CSC-Saxo Bank | a 12"    |

### 3ª tappa
- 30 maggio: Donauwörth > Würzburg – 189,5 km

| Pos. | Corridore     | Squadra      | Tempo    |
| ---- | ------------- | ------------ | -------- |
| 1    | Gerald Ciolek | High Road    | 4h29'40" |
| 2    | Paul Voss     | 3C           | s.t.     |
| 3    | Luca Paolini  | Acqua & Sap. | s.t.     |

| Pos. | Corridore      | Squadra       | Tempo     |
| ---- | -------------- | ------------- | --------- |
| 1    | Gerald Ciolek  | High Road     | 14h10'29" |
| 2    | Fabian Wegmann | Gerolsteiner  | a 17"     |
| 3    | Karsten Kroon  | CSC-Saxo Bank | a 19"     |

### 4ª tappa
- 31 maggio: Bad Neustadt > Bad Neustadt (cron. individuale) – 25,9 km

| Pos. | Corridore         | Squadra         | Tempo  |
| ---- | ----------------- | --------------- | ------ |
| 1    | Stefan Schumacher | Gerolsteiner    | 32'57" |
| 2    | Stef Clement      | Bouygues        | a 22"  |
| 3    | Cyril Lemoine     | Crédit Agricole | a 41"  |

| Pos. | Corridore         | Squadra   | Tempo     |
| ---- | ----------------- | --------- | --------- |
| 1    | Christian Knees   | Milram    | 14h44'34" |
| 2    | Andreas Dietziker | Volksbank | a 3"      |
| 3    | Niki Terpstra     | Milram    | a 6"      |

### 5ª tappa
- 1º giugno: Bad Neustadt > Erlangen – 161,2 km

| Pos. | Corridore           | Squadra                         | Tempo    |
| ---- | ------------------- | ------------------------------- | -------- |
| 1    | Heinrich Haussler   | Gerolsteiner                    | 3h33'54" |
| 2    | Giovanni Bernaudeau | Bouygues                        | s.t.     |
| 3    | Mikhaylo Khalilov   | Ceramica Flaminia Bossini Docce | s.t.     |

| Pos. | Corridore         | Squadra   | Tempo     |
| ---- | ----------------- | --------- | --------- |
| 1    | Christian Knees   | Milram    | 18h18'28" |
| 2    | Andreas Dietziker | Volksbank | a 3"      |
| 3    | Niki Terpstra     | Milram    | a 6"      |

## Classifiche finali

### Classifica generale
| Pos. | Corridore         | Squadra            | Tempo     |
| ---- | ----------------- | ------------------ | --------- |
| 1    | Christian Knees   | Team Milram        | 18h18'28" |
| 2    | Andreas Dietziker | Volksbank-Corratec | a 3"      |
| 3    | Niki Terpstra     | Team Milram        | a 6"      |
| 4    | Kim Kirchen       | Team High Road     | a 14"     |
| 5    | Gerald Ciolek     | Team High Road     | a 34"     |
| 6    | Bernhard Kohl     | Gerolsteiner       | a 41"     |
| 7    | Lars Ytting Bak   | Team CSC-Saxo Bank | a 49"     |
| 8    | Markus Fothen     | Gerolsteiner       | a 50"     |
| 9    | Björn Glasner     | Team Kuota-Senges  | s.t.      |
| 10   | Stef Clement      | Bouygues Télécom   | a 53"     |